# Megan Still
Megan Leanne Still, po mężu Marcks (ur. 19 października 1972 w Queanbeyan) – australijska wioślarka, medalistka olimpijska z Atlanty.
Na igrzyskach startowała dwa razy (IO 92, IO 96). Na igrzyskach w Barcelonie zajęła szóste miejsce w czwórce. Cztery lata później triumfowała w dwójce (wspólnie z Kate Slatter). Dwa razy była medalistką mistrzostw świata, w tym raz złotą: w 1994 w dwójce bez sternika. W 1994 (czwórka bez sternika) sięgnęła po brąz tej imprezy.